# ジャミング
レーダー関連分野でジャミング（英語: radar jamming）は、レーダー波に対する妨害 (ECM) のこと。電波妨害装置によって行われる。

## アクティブ方式
アクティブ方式は電波ノイズで信号を受信できなくするノイズ・ジャミングと、欺瞞（ディセプション）の2つの方式がある。

### ノイズ・ジャミング
レーダー波の使用する電波と同じ周波数の強いノイズ電波を放射し、本来の目標物からの反射波をこのノイズで隠蔽するもの。電力妨害とも呼ばれる。強力な電波を放射するので、自らの位置を知らせるのに等しく、航空機であれば、周囲の友軍機をレーダー探知から守れても自らは目立つ存在となるため、その位置取りには工夫が求められる。スタンド・オフ・ジャミング (SOJ) と呼ばれる遠隔ジャミングを行なうか、友軍機に同行するエスコート・ジャミングを行なう。
レーダー電波や通信電波以外でも、例えばGPSのような全地球的な衛星測位システムの信号電波に対してジャミングをかければ、敵のGPS誘導爆弾の誘導精度が保てなくなり、部隊でも位置情報が得られなくなる。
ノイズ・ジャミングでは、友軍も同一周波数帯は利用できなくなる。

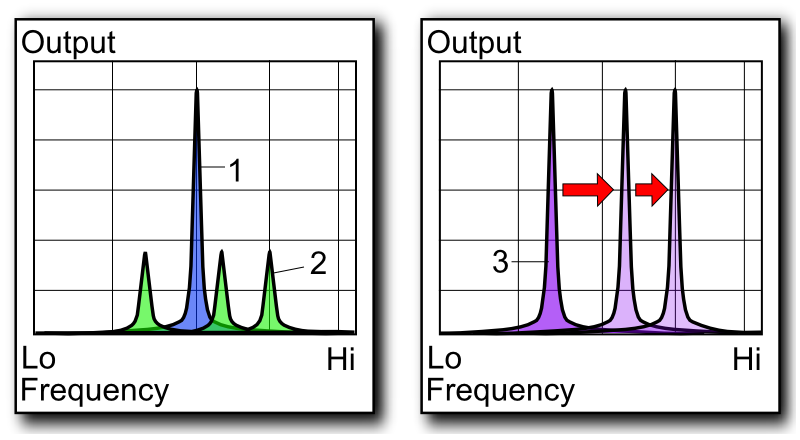
1.狭帯域連続波妨害 2.広帯域雑音妨害 3.周波数掃引妨害

狭帯域連続波妨害（CW jamming; spot jammingとも）
レーダー受信機の帯域もしくはそれ以下の狭帯域信号による妨害。簡単に強力な妨害波を放射できるが、今日の軍用レーダーは初期のものと異なり使用周波数をいくつか変更でき、周期的やランダムに変更するほか、パルス圧縮やパルス・ドップラー方式、サイドローブ・キャンセラーを使用することでスポット・ジャミングのノイズを無効化できるので、もはや使用されない。
広帯域雑音妨害 (barrage jamming)
敵が使用するレーダー波の全周波数に渡ってノイズ電波を放射するもの。スポット・ジャミングに対抗してレーダー波の周波数をいくつか切り替えながら行なう探知でも、これらすべてにノイズを放射する。多数の周波数に対して妨害波を放射すると電波強度が弱くなり、充分な妨害とならない場合が生じる。
周波数掃引妨害 (sweepthrough jamming)
敵レーダー波の周波数の変更に追従してノイズ電波を放射するもの。スポットとバラージの良い点を採り、バラージのようにむやみに多くの周波数に対するノイズ電波の放射は行なわず、敵レーダー波の周波数に限定した放射を行なうため、スポット同様に強力な放射が行なえる。
パルス圧縮レーダーに対して同一の周波数のジャミング電波を放射しても、その効果はいちじるしく削がれて妨害波の実効電力が30-1,000分の1程度相当まで低下する。パルスドップラーレーダーも同様である。サイドローブ・キャンセラーでは、レーダー信号と相関のない妨害波の有効電力を100-1,000分の1程度にまで低下させる。
21世紀現在では、こういった特定周波数に対するノイズ・ジャミングを避けるため、素早く周波数を変更する「周波数アジャイル・レーダー」や「周波数ホッピング・レーダー」と呼ばれるものがあり、必要ならば1パルスごとに周波数を変更する。

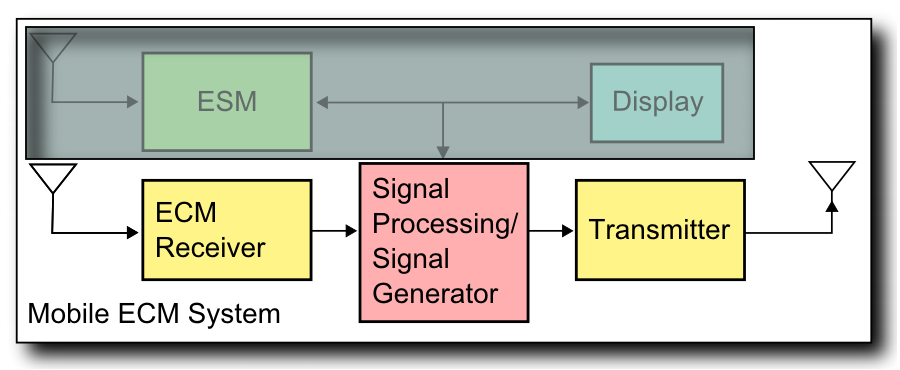
搭載型の電子欺瞞装置の概略

### 欺瞞

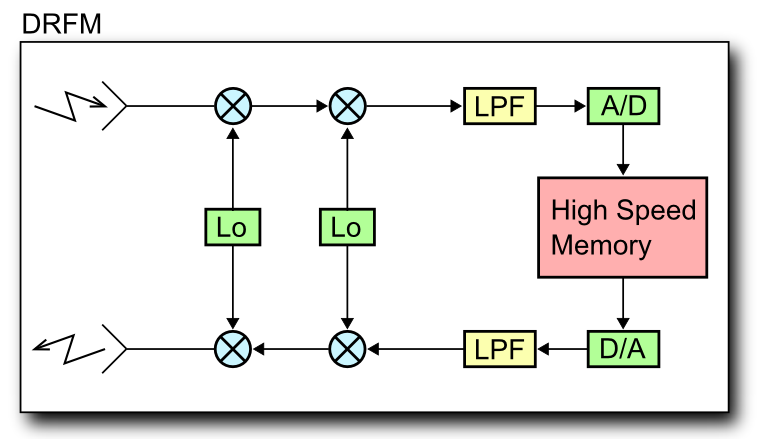
DRFM (Digital Radio Frequency Memory) の基本構成
パルス圧縮などの高度なレーダー波を複製するには、旧来の単純な連続波パルスを放射するのではなく、高速度で受信波形を記憶して再生できるDRFMの使用により、複雑な波形そのものまで複製した放射が必須となる。瞬間帯域幅が500mMHz-1GHzものまで存在する。

ディセプション・リピーター
近代的なディセプション・リピーター（deception repeater, 欺瞞反復装置）は、敵の捜索用や火器管制用のレーダー波の放射を受けると、その信号をデジタル無線周波数メモリ (DRFM) のような装置で記憶してごく短時間後に同一周波数で強度を高め、送信する。この戻ってきたレーダー反射波を受信したレーダー装置は、最初に弱く次に強く受信することで、本来の正しい目標から反射波である弱い信号ではなく欺瞞信号である強い信号を求める目標の位置と誤検出してしまう。
AN/ALQ-131のような機外搭載型の欺瞞波電子妨害装置は、主に対空ミサイルに対して用いられ、レーダー警報受信機 (RWR) やミサイル警報装置 (MAWS) がミサイルの接近を探知することで、または敵航空機や地上・海上のレーダー波照射を探知することで動作を開始する。機内搭載型の欺瞞波電子妨害装置は、主に敵航空機や地上・海上のレーダー波による探知を妨害するために使用される。
ディセプション・リピーターは、受信したレーダー波を単純に同じ繰り返し周期とほぼ同じパルス幅で、少し強めの電波を打ち返す。こういったリピーター型の電子妨害装置は、濃密な電波環境でも機能するだけでなく同時に複数のレーダーに対しても機能するほか、パルス圧縮レーダーに対しても機能する。

#### 欺瞞の種類と方法
欺瞞には距離欺瞞、方位欺瞞、速度欺瞞がある。これらは多くの場合、同時に組み合わせて使用され、敵レーダーの本来の目標である自機や友軍の機体、船体、車体の位置を隠蔽してミサイルや砲弾による被弾のリスクを最小にする。欺瞞対象のレーダー波は周波数をホッピングすることで探知や欺瞞を逃れようとするので、欺瞞側もその周波数を追随しながら欺瞞信号を放射する必要がある。
以下にレーダー波の基本的な欺瞞方法について示すが、21世紀に使用される実際の兵器では、すでにこれらを越える新たな電子技術が使用されている。
距離欺瞞
1. 距離を欺瞞するためには、自機がレーダー照射を受けてすでに位置や距離が敵レーダーによって正しく把握されているとの想定下で、敵レーダー波の到達時とほぼ同時に欺瞞信号を少し強く放射する。
2. 本来の反射波よりも強い欺瞞信号（デコイ信号）が、追尾している敵レーダーのゲート内に収まれば、レーダー受信回路内のAGC回路は正しい目標からの反射波より欺瞞信号に同調する。
3. 敵レーダーが欺瞞信号に同調している状態で、敵レーダー波の到達時に対する欺瞞信号の放射のタイミングを少しずつずらすと、AGC回路は欺瞞信号に同調したままずれて行き、レーダーシステムは誤った距離情報を出力する。このため、ミサイルや砲は目標とは異なる距離へ指向される。

方位欺瞞
方位欺瞞は、敵レーダーが用いている探知方法に応じた、適切な方法がとられる。目標の方位（角度）を探知するには、大きく2通りの方法がある。
1つは、1本のビーム状の探知電波を放射して戻ってきた反射波が最大となる方向を目標の角度とするものであり、「コニカルスキャン方式」「シーケンシャルロービング方式」「TWS方式」（Track While Scan, 捜索中追尾方式）がある。これらすべては、1つの方位欺瞞方式によって対処される。距離欺瞞と同様に、本来の反射波よりも強い欺瞞信号（デコイ信号）を放射することで欺瞞信号を目標の位置として認識させ、時間をずらすことで空間を走査しているレーダーシステムに誤った角度情報を生じさせるものである。サイドローブの探知を利用すれば、確実に時間をずらすことができる。
欺瞞対象となるレーダー技術を以下に示す。
コニカルスキャン方式
電波ビームを回転させ、目標からの反射強度が一定になるように制御することで回転軸中央に目標を捕らえるもの。アンテナ焦点が物理的に回転するものが多い。受信電波を処理する回路が1系統で済むがノイズに弱く、時間軸に対する依存が大きく簡単に欺瞞されるため、小型で高性能な半導体電子部品が安価になってからはいくぶん古典的な方式となった。それでも簡素な誘導装置で済むミサイルでは、使用されている。
ビームスイッチ方式
電波ビームを回転させる代わりに左右に振る以外は、コニカルスキャン方式と同様である。対水上レーダーで用いられていた。
シーケンシャルロービング方式
方向が中心から少しずつずれたアンテナ4本を時間的に切り替えて使用し、目標エコーの強度が同一となるようにアンテナ群全体を物理的に動かすことで目標の角度を正確に測定するものである。時間的に切り替えると言っても1秒間に数十回おこなわれるので、ディスプレイには同時に両方の信号が表示されているように見える。ディスプレイ上で同じ強度となるように、レーダーのアンテナは手動で操作される。すぐにコニカルスキャンに取って代わられたが、同様の方法によって欺瞞することができる。
TWS (Track While Scan) 方式
TWS方式は、レーダ波を目標に照射し続けず、目標を含む一定の領域を走査する過程で得られた目標からの反射波の情報によって角度を算定するものである。
別の1つは「モノパルス測角方式」と呼ばれる方式である。
モノパルス測角方式
モノパルス測角方式では、少しずつ一定角度で縦横にずれた4本のビーム状の探知電波を目標に向けて放射して戻ってきた反射を同じ4本で受信し、これらの差が常に最小となるようにビームの方向を調整し続けてゲートを目標方向に合わせる。縦横方向の2組がいずれも同じ強度の反射波を捕らえれば、ビームの中央に目標が位置するので、角度が正確に求められる。精度はビーム径にもよるが、ビームの中央に目標が無くてもゲート内に捕らえられていれば信号強度の差から位置は判明するため、必ず連続的に照射する必要も無く、本方式は本質的に角度情報を一瞬で獲得し、時間の差異が位置の差異とはならない。送信ビームを4本とする代わりに、受信アンテナの指向性をずらすレーダーもある。パラボラの焦点からずらした位置に、4本の受信アンテナを設置するのである。
この方式への欺瞞は、「クロスアイ妨害」という離れた2点から互いに逆位相の電波を放射して空間に電波の強弱を作ることで、角度を欺瞞するものである。
速度欺瞞
速度欺瞞は、目標から反射されてくる電波の周波数偏移を計測することで、レーダー波の遠近方向での移動速度を探知するパルス・ドップラー・レーダーを欺瞞するものである。
1. 距離欺瞞と同様に、本来の反射波よりも強い欺瞞信号（デコイ信号）を、追尾している敵レーダーのゲート内に収める必要があるが、さらに目標が反射している実際の周波数偏移を初めは真似る必要がある。
2. 真の目標からの反射波を真似た強い電力の欺瞞信号により、レーダー受信回路内のAGC回路は正しい目標からの反射波ではなく、欺瞞信号に同調する。
3. 欺瞞信号の周波数を、ドップラーシフトを真似て少しずつずらす。AGC回路は欺瞞信号に同調し続け、レーダーシステムは誤った速度情報を出力する。

レーダーアンテナに対して等距離方向、つまりレーダーに近づかず遠ざからず横方向に移動する目標の速度は、パルス・ドップラー・レーダーと速度欺瞞の対象ではなく方位角の変化を積算することで求められ、方位欺瞞の対象である。

## パッシブ方式
パッシブ方式は通常、デコイを指す。ステルス技術もパッシブ方式に含まれる。